# Antonio Tosti
Antonio Tosti (4. listopada 1776. – 20. ožujka 1866.) bio je katolički kardinal, a kasnije kamerlengo Svetog kardinalskog zbora i knjižničar Vatikanske knjižnice.

## Životopis
Tosti je rođen 4. listopada 1776. u Rimu, gdje je i umro 20. ožujka 1866. godine.
Godine 1859. Tosti je imenovan kamerlengom Svetog zbora kardinala.